# Prisme de Glan-Taylor
Le prisme de Glan-Taylor est un prisme utilisé comme polariseur ou comme miroir semi-réfléchissant polarisant. C'est un type moderne de prisme polarisant.

## Description

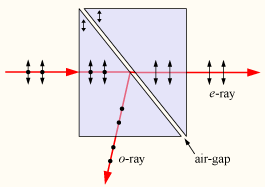
Un prisme de Glan-Taylor réfléchit la lumière polarisée s et transmet la lumière polarisée p.

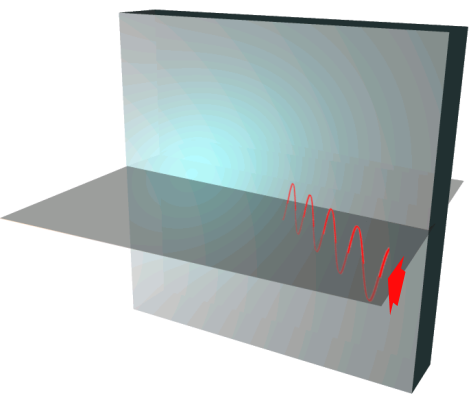
Polarisation dite S.

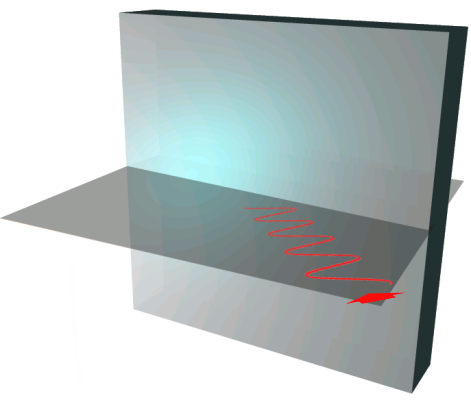
Polarisation dite P.

Il est formé de deux prismes dont la base est un triangle rectangle, séparés par une fine couche d'air le long de leur grand côté. Ces prismes sont taillés dans un matériau biréfringent, comme la calcite. Ils présentent donc un axe privilégié que l'on choisit perpendiculaire au rayon lumineux incident, et contenu dans le plan d'incidence.
Ce rayon, au niveau de la couche d'air, est séparé en deux rayons de polarisations différentes : la polarisation s est réfléchie, et la polarisation p est transmise. Cette séparation s'explique par le fait que ces deux rayons subissent un indice de réfraction différent, ce qui est une propriété directe de la biréfringence du matériau.
Toutefois, cette transmission n'est pas parfaite a priori, car d'après les coefficients de Fresnel, une partie de la lumière polarisée p est réfléchie. On taille donc les prismes de façon que le rayon lumineux arrive à l'angle de Brewster sur la couche d'air, c'est-à-dire l'angle auquel il n'y a aucune réflexion de la polarisation p. Ainsi plus de lumière est transmise par rapport au prisme de Glan-Foucault par exemple.